# Sonorella milleri
Sonorella milleri är en snäckart som beskrevs av Christensen och John Raymond Reeder 1981. Sonorella milleri ingår i släktet Sonorella och familjen Helminthoglyptidae. Inga underarter finns listade i Catalogue of Life.